# Тагефон
Тагефон — советская система звукового кино с оптической совмещённой фонограммой, разработанная под руководством Павла Тагера в 1926 году и запатентованная в 1928. Технология обеспечивает точную синхронизацию звука с изображением, не зависящую от настроек кинопроектора, за счёт использования общего носителя. По системе Тагера в 1929 году проведена первая в СССР звуковая съёмка кинохроники. Первый советский полнометражный звуковой фильм «Путёвка в жизнь», вышедший на экраны в 1931 году, снят по стандарту «Тагефон».

## История создания
На момент появления «Тагефона», за рубежом уже активно использовались несколько технологий записи фотографической фонограммы переменной оптической плотности на киноплёнку: «Триэргон», «Фонофильм Фореста» и «Фокс Мувитон». Главной проблемой всех этих систем была неудовлетворительная частотная характеристика из-за модуляции света подачей пульсирующего тока звуковой частоты на записывающую лампу. Тагер одним из первых решил отказаться от этого, применив оптический модулятор, расположенный между обычной лампой накаливания и киноплёнкой. В качестве модулятора был использован так называемый «конденсатор Керра». 
Свет от лампы проходит через поляризатор и попадает в наполненную нитробензолом ячейку Керра. К обкладкам ячейки приложено выходное напряжение усилителя звуковой частоты. В результате линейно поляризованный свет на выходе из ячейки оказывается эллиптически поляризованным. Далее световой поток попадает на второй поляризатор, служащий анализатором. Его плоскость поляризации повёрнута так, чтобы при нулевом напряжении на конденсаторе получить среднюю величину экспозиции (обычно — около 45°). 
Такой модулятор практически лишён инерционности, свойственной лампам, он позволяет с высоким качеством записывать высокочастотные составляющие фонограммы. По этому параметру «Тагефон» превосходил не только устаревшие на тот момент системы «Триэргон» и «Фонофильм», но и новейшие «RCA Photophone» и «Western Electric» с гальванометром. «Фокс Мувитон», созданный в том же году на основе газосветной лампы, безнадёжно отставал от советского аналога. 
Остальные параметры системы совпадали с большинством уже существующих технологий, обеспечивая совместимость и возможность международного обмена фильмами. Звуковая дорожка шириной 2,54 миллиметра (1/10 дюйма) располагалась между одним из рядов перфорации и изображением 35-мм киноплёнки. Смещение относительно изображения составляло +19 кадров, а стандартная частота съёмки и проекции принята международная: 24 кадра в секунду. Разработка собственной системы звукового кино позволила сэкономить порядка 2,5 миллионов золотовалютных рублей, которые потребовались бы для покупки иностранных технологий. В лаборатории звукового кино, созданной в 1928 году во Всесоюзном электротехническом институте, за три года спроектированы семь типов звукозаписывающей аппаратуры, а также семь типов воспроизводящей, рассчитанных на систему «Тагефон». Первым серийным звукозаписывающим аппаратом системы «Тагефон» стал «СГК-7», производство которого налажено заводом «Ленкинап». Новым звуковоспроизводящим оборудованием были оснащены два первых звуковых кинотеатра: «Колосс» в Москве и «Гигант» в Ленинграде.